# Pyrrolnitrin
Pyrrolnitrin ist eine chemische Verbindung aus der Gruppe der Pyrrolderivate.

## Verwendung
Pyrrolnitrin ist ein antimykotisch wirksames Antibiotikum, das aus dem Bakterium Pseudomonas pyrrocinia isoliert wurde. Es wirkt gegen verschiedene Arten von pathogenen Pilzen, u. a.:
- Trichophyton rubrum
- Trichophyton mentagrophytes
- Trichophyton tonsurans

(siehe Trichophyton)
- Microsporum audouini
- Epidermophyton floccosum
- Malassezia furfur

Es blockiert den Elektronentransport zwischen Succinat oder reduziertem NADH und Coenzym Q.
Seine Anwendung erfolgt topisch (lokal).

## Handelsnamen
Micutrin (Italien, außer Vertrieb)